# すくらんぶる同盟
『すくらんぶる同盟』（すくらんぶるどうめい）は、松本洋子による日本の漫画作品。

## 概要
『なかよし』（講談社）において、1988年から1992年まで連載された。

## 書誌情報
松本洋子 『すくらんぶる同盟』 講談社〈講談社コミックスなかよし〉、全7巻
- 1巻、1988年11月6日発行、ISBN 4-06-178618-0
- 2巻、1989年5月6日発行、ISBN 4-06-178634-2
- 3巻、1989年10月6日発行、ISBN 4-06-178643-1
- 4巻、1990年8月6日発行、ISBN 4-06-178667-9
- 5巻、1991年2月6日発行、ISBN 4-06-178681-4
- 6巻、1991年10月6日発行、ISBN 4-06-178699-7
- 7巻、1992年5月6日発行、ISBN 4-06-178717-9